# مصطفى عبد الواحد زقزوق
مصطفى عبد الواحد زقزوق، شاعر سعودي، ولد في مكة المكرمة وعاش فيها، ودرس في الكتاتيب والمسجد الحرام، وحصل على الشهادة الابتدائية عام 1368هـ، وكانت مكة المكرمة حاضرة في شعره خاصة فيما يتعلق بثقافتها، كما كانت تتكرر في عناوين قصائده، وغلب على شعره الطابع الرومانسي.

## وظائفه
- بدأ بالعمل في مكتب محمد سرور الصبان عام 1370هـ.
- ثم انتقل إلى العمل بوزارة الداخلية بمكة المكرمة.
- عمل بوزارة الداخلية بالرياض عام 1375هـ.
- ثم انتقل إلى العمل بإمارة مكة المكرمة عام 1384هـ.
- طلب التقاعد المبكر عام 1396هـ.[2]

## نشاطه الأدبي والثقافي
- عضو في نادي مكة المكرمة الأدبي.
- عضو في رابطة الأدب الحديث في مصر.
- عضو في رابطة الأدب الإسلامي العالمية.
- عضو شرفي في العديد من المؤسسات الأدبية.
- شارك في العديد من المناسبات الوطنية في مصر والمغرب.
- سجل العديد من اللقاءات الإذاعية والتلفزيونية.
- كاتب لمقالات أدبية واجتماعية في العديد من الصحف السعودية والعربية.
- كاتب لعدد من القصائد التي تغنى بها فنانون سعوديون وآخرون من الوطن العربي.[2]

## مؤلفاته

### في الشعر
- ديوان/ مرابع الأنس.
- ديوان/ نقش على وجه القمر.
- ديوان/ حبيبتي مكة.

### في النثر
- الفكر والأدب والفن التجاري في الوطن العربي.
- مصر أهل الوفاء وأهل الجفاء.[2]

- قصص لم تُحك (2023).[3]

## انظرأيضًا
- طاهر زمخشري
- محمد سرور الصبان

## وصلات خارجية
- اثنينية خوجة تحتفي بالشاعر مصطفى زقزوق